# (97186) Tore
(97186) Tore est un astéroïde de la ceinture principale.

## Description
(97186) Tore est un astéroïde de la ceinture principale. Il fut découvert le 28 novembre 1999 à Gnosca par Stefano Sposetti. Il présente une orbite caractérisée par un demi-grand axe de 3,01 UA, une excentricité de 0,08 et une inclinaison de 12,4° par rapport à l'écliptique.

## Compléments